# 奧科爾岩
62°22′19″S 59°45′42″W / 62.37194°S 59.76167°W
奧科爾岩（英語：Okol Rocks）是南極洲的岩群，位於南設得蘭群島，處於羅伯特島的威廉堡角以西1.89公里，以保加利亞的鄉鎮命名，現時由南極條約體系管理。